# Sint-Oedenrode
Sint-Oedenrode ( udtale ?; i folkemunde: Rooi) var indtil 31. december 2016 en kommune og en by i den sydlige provins Noord-Brabant i Nederlandene.
Per 1. januar 2017 skal Sint-Oedenrode slå sig sammen med Schijndel og Veghel i en ny kommune kaldt Meierijstad.
- Sint-Martinuskirke
- Henkenshage Slot
- Statue ved Sint Martinus Kerk, Sint-Oedenrode
- Sint Oedenrode, møllestub
- Indgang til kirkegården, Sint-Oedenrode
- Orlogsgraver Sint-Oedenrodes kirkegård
- Sint Paulus Gæsthus, 1434, Sint-Oedenrode
- Henkenshage Slot
- Sint-Oedenrodes forhenværende rådhus
- Dommelrode Slot; Sint-Oedenrodes forhenværende rådhus
- Dommelvallei i Sint-Oedenrode